# Kavita Seth
Kavita Seth (n. 14 de septiembre de 1970 en Bareilly, India) es una cantante india. Conocida como intérprete de playback en el cine hindi, también hace música sufí y gazales. También dirige el Karwaan Group, una banda de música sufí.
Ganó un premio Filmfare en la categoría de mejor cantante femenina de playback en 2010 por su interpretación de la canción clásica «Gunja Sa Koi Iktara» para la película Wake Up Sid (2009). También ganó el premio del Screen Star a la mejor intérprete femenina, por la misma canción, una de las que más ventas tuvo en dicho año. También ganó premios por sus interpretaciones en 2012 y en 2016.

## Biografía y carrera

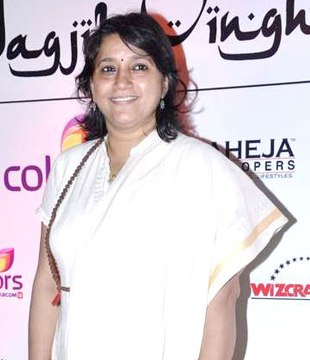
Kavita Seth

Kavita Seth nació en Bareilly (Uttar Pradesh) el 14 de septiembre de 1970.
Seth se especializa en el canto al estilo sufí, aunque también canta gazales y canciones folclóricas. Ha dado conciertos en distintos países de Europa y en otras regiones de la India. Comenzó a trabajar como cantante de playback cuando en una de sus presentaciones en un festival de música sufí en Delhi, el director Satish Kaushik la escuchó y le ofreció cantar la canción «Zindagi ko Maula» en su película Vaada (2005), con Amisha Patel en el papel protagónico. Luego se mudó a Mumbai y trabajó en la película Gangster (2006).
Además de cantar, compone música y creó tres canciones para la película Yeh Mera India (2009). Asimismo publicó álbumes solistas de música sufí y gazales.

## Premios y nominaciones
- Premios Filmfare
  - 2010 - Ganadora - Mejor intérprete de playback - «Iktara» - Wake Up Sid[9]

- Premios Star Screen
  - 2010 - Ganadora - Mejor intérprete de playback - «Iktara» - Wake Up Sid
  - 2010 - Ganadora - Mejor nuevo talento musical

- Premios internacionales de la Academia de Cine de la India
  - 2010 - Ganadora -Mejor intérprete de playback - «Iktara» - Wake Up Sid

- Premios Stardust
  - 2010 - Ganadora - Nueva sensación musical - «Iktara» - Wake Up Sid

- Premio global de la Música India
  - 2010 - Ganadora - Mejor intérprete de playback (femenina) - «Iktara» - Wake Up Sid
  - 2010 - Ganadora - Cantante popular del año
  - 2010 - Ganadora - Canción del año - «Iktara» - Wake Up Sid

- Otros premios
  - 2010 - Premio de las mujeres GR8 FLO - Premio al logro de las mujeres - «Iktara» - Wake Up Sid

- Premios Big Entertainment
  - 2012 - Ganadora - «Tumhi Ho Bandhu» (Cocktail)

- Quinta edición de los premios de música Mirchi
  - 2012 - Nominada - Vocalista femenina del año - «Tumhi Ho Bandhu» (Cocktail)[10]

## Filmografía

### Cantante deplayback
- Vaada (2005)
- Gangster (2006)
- Wake Up Sid (2009)
- Yeh Mera India (2009)[11]
- Admissions Open (2010)[12]
- Raajneeti (2010)
- I Am (2011)
- Trishna (2012)

### Dirección musical
- Yeh Mera India (2009)[11]

## Discografía
- Khuda Wohi Hai (2011)
- Bullehshah (2010)
- Kabirana Sufiana (2010)
- «Sufiana»(2007)